# Leo Rosten
Leo Calvin Rosten, ps. „Leonard Q. Ross” (ur. 11 kwietnia 1908 w Łodzi, zm. 19 lutego 1997 w Nowym Jorku) – amerykański powieściopisarz, humorysta, dziennikarz, scenarzysta, politolog, socjolog pochodzenia polsko-żydowskiego, popularyzator jidysz. Twórca postaci Hymana Kaplana.

## Życiorys
Urodził się w rodzinie żydowskiej, mówiącej w języku jidysz. W wieku 3 lat wraz z rodziną wyemigrował do Chicago, gdzie jego rodzice otworzyli sklep. Wychowywał się w dzielnicy robotniczej w środowisku amerykańskich Żydów. Ukończył studia licencjackie oraz obronił doktorat na University of Chicago, następnie kontynuował naukę w London School of Economics. W latach 1929–1933 uczył języka angielskiego w szkole wieczorowej. Podczas II wojny światowej pracował jako zastępca dyrektora w Biurze Informacji Wojennej oraz jako asystent Lowella Melletta, po II wojnie światowej zaś był zaangażowany w tworzenie działu nauk społecznych w RAND Corporation.
W latach 1949–1971 współpracował z nowojorską redakcją magazynu „Look”. Wykładał nauki polityczne na uniwersytetach: Columbia, Yale i w New School of Social Research w Nowym Jorku.
Był autorem scenariuszy do filmów takich jak m.in.: Poprzez noc (1941), The Conspirators (1944), |W matni (1946) i Double Dynamite (1951). Ekranizacja jego książki Captain Newman, M.D. pt. Kapitan Newman (1963) była wielokrotnie nominowana do nagród filmowych, w tym trzykrotnie do Oscara w kategoriach: najlepszy aktor drugoplanowy (Bobby Darin), najlepszy scenariusz adaptowany (Richard L. Breen, Phoebe Ephron, Henry Ephron), najlepszy montaż dźwięku (Waldon O. Watson), czterokrotnie do Złotych Globów w kategoriach: najlepszy film dramatyczny, najlepszy aktor pierwszoplanowy w filmie dramatycznym (Gregory Peck), najlepszy aktor drugoplanowy (Bobby Darin), najlepszy film promujący międzynarodowe porozumienie i jednokrotnie do Nagrody Gildii Amerykańskich Scenarzystów w kategorii najlepszy scenariusz dramatyczny (Richard L. Breen, Phoebe Ephron, Henry Ephron).

### Życie prywatne
Syn Samuela Rostena i Idy z domu Freundlich. Mąż Priscilli Ann Mead (zm. 1959) – siostry antropolog Margaret Mead. Para miała dwie córki i syna. Jego drugą żoną była Gertrude Zimmerman. Jego wnuczką jest pisarka Carrie Rosten.
Był przyjacielem ekonomistów, Miltona i Rose Friedmanów.
Zmarł w swoim domu na Manhattanie.

## Publicystyka
Publicystyka Rostena obejmowała liczne artykuły dla Look, dotyczące kwestii politycznych i społecznych. Miała ona za jego życia wielu czytelników wśród amerykańskich polityków, literatów i artystów, od których otrzymywał listy, do ich autorów należeli m.in.: Allan Bloom, Ray Bradbury, William F. Buckley Jr., Norman Cousins, John Kenneth Galbraith, Cary Grant, J. Edgar Hoover, Henry Kissinger, Groucho Marx, Bill Moyers, Richard Nixon, Gregory Peck, Arthur Schlesinger Jr. i Thornton Wilder.
Jego twórczość obejmowała wiele gatunków, w tym m.in. powieści, leksykony, scenariusze, powieści, dramaty, biografie i eseje. Popularność przyniosły mu także m.in. humorystyczne leksykony The Joys of Yiddish (1968) i The Joys of Yinglish (1989). Redagował również A Guide to the Religions of America (1955), Religions in America (1963) i A Guide to the Religions of America: Ferment and Faith in an Age of Crisis (1975).
Do jego publikacji należą m.in.: 
- Hollywood: The Movie Colony, the Movie Makers (Harcourt, Brace and Company, 1941)
- All Through the Night (pol. Poprzez noc, 1941; opowiadanie; jako Leonard Q. Ross)
- They Got Me Covered(inne języki) (1943; opowiadanie; jako Leonard Q. Ross)
- Mechanized Patrolling (1943; jako Leonard Q. Ross)
- The Conspirators(inne języki) (1944; scenariusz)
- The Dark Corner(inne języki) (1946; opowiadanie, scenariusz)
- Lured(inne języki) (1947)
- Sleep, My Love(inne języki) (1948; nowela)
- The Velvet Touch(inne języki) (1948)
- Double Dynamite(inne języki) (1951; opowiadanie, scenariusz)
- Walk East on Beacon(inne języki) (1952)
- Mister Cory(inne języki) (1957; opowiadanie)
- Captain Newman, M.D. (1961; nowela)
- Leo Rosten Bedside Book (1962)
- A Most Private Intrigue (1967)
- The Joys of Yiddish(inne języki) (1968)
- People I Have Loved, Known or Admired (1970)
- A Trumpet for Reason (1970)
- Rome Wasn’t Burned In a Day: The Mischief of Language (1972)
- Home is Where to Learn How to Hate (1973)
- The Washington Correspondents (Politics and People) (1974)
- Dear (1975)
- The Cook Book (1975)
- Dear Herm (1975)
- The 3:10 to anywhere (1976)
- Look Book (1976)
- Leo Rosten’s Treasury of Jewish Quotations (1977)
- The Power of Positive Nonsense
- Passions & Prejudices: Or, Some of My Best Friends Are People (1978)
- Silky. A Detective opowiadanie (1979)
- Infinite Riches (1979)
- King Silky (1981)
- Hooray for Yiddish: A Book About English (1982)
- Giant Book of Laughter (1985)
- Leo Rosten’s Book of Laughter (1986)
- Hebrew-English Lexicon of the Bible (1987)
- The Joys of Yinglish (1988)
- Leo Rosten’s Giant Book of Laugh (1989)
- Leo Rosten’s Carnival of Wit: From Aristotle to Woody Allen (1996)
- Leo Rosten Five Stories from Five Faiths (McCall’s, 1960).

### Cykl o Hymanie Kaplanie
Podczas Wielkiego Kryzysu, Rosten miał problem ze znalezieniem pracy związanej z jego wykształceniem, w związku z tym zajął się nauczaniem imigrantów języka angielskiego w szkole wieczorowej. Zainspirowało go to napisania jego najpopularniejszej książki jego autorstwa The Education of H*Y*M*A*N K*A*P*L*A*N (1937), opublikowanej pod pseudonimem Leonard Q. Ross. Ta humorystyczna powieść oraz jej kontynuacje opowiadały o przygodach Hymana Kaplana – Żyda, który wyemigrował do Stanów Zjednoczonych, gdzie próbował przystosować się do nowej rzeczywistości. Jego postać była wzorowana na jednym z uczniów Rostena ze szkoły wieczorowej. Do publikacji z cyklu o Hymanie Kaplanie należą:
- Opowiadania (The New Yorker, 1936–1939; jako Leonard Q. Ross)[12]
- The Education of H*Y*M*A*N K*A*P*L*A*N(inne języki) (Harcourt, Brace, 1937; jako Leonard Q. Ross)
- The Return of H*Y*M*A*N K*A*P*L*A*N (Harper, 1959)
- O K*A*P*L*A*N! My K*A*P*L*A*N! (New York: Harper & Row, 1976, ISBN 978-0-06-013676-5)

## Wpływ na kulturę
W 1968 opublikował The Joys of Yiddish – leksykon jidyszyzmów, które wdarły się do języka angielskiego, w tym m.in. do idiomów, epitetów i żartów. Według językoznawcy, Sola Steinmetza, Rosten, dzięki ukazywaniu Żydów, żydowskiego poczucia humoru oraz używaniu jidysz w swoich publikacjach, przyczyniał się do odczuwania dumy przez amerykańskich Żydów ze swojego pochodzenia oraz do wprowadzenia do języka potocznego wielu jidyszyzmów, takich jak m.in. chutzpah (pol. hucpa), mensch, nosh i shlep.

## Nagrody
- 1954: Nagroda specjalna George Polk Award(inne języki) za artykuł „Is Fear Destroying Freedom?”[13]